# 100 könyv
A 100 könyv az Európa Könyvkiadó által 2015-ben indított világirodalmi könyvsorozat, amiben a 20. század száz nagy könyvét gyűjtik össze. A kiadó állítása szerint nem céljuk befolyásolni vagy alakítani a 20. század magasirodalmi kánonját; egyszerűen csak száz jelentős olvasmányt szeretnének közreadni, köztük néhány meglepő választással.
A sorozat 2016 után abbamaradt.

## A 100 könyv sorozat eddig megjelent kötetei
- William Golding: A Legyek Ura (Gy. Horváth László új fordításában), 2015
- Jorge Luis Borges: Az első magyar költőhöz - Válogatott művek, 2015
- Ursula K. Le Guin: A sötétség balkeze, 2015
- Stephen King: Tortúra, 2015
- Arthur Koestler: Sötétség délben, 2016
- Truman Capote: Álom luxuskivitelben / A fűhárfa, 2016